# Taras Bulba (film, 1924)
Pour les articles homonymes, voir Tarass Boulba (homonymie).
Pour plus de détails, voir Fiche technique et Distribution.
Taras Bulba est un film allemand réalisé par le cinéaste russe Vladimir Strijevsky, sorti en 1924.
Ce film muet en noir et blanc s'inspire d'un roman historique de Nicolas Gogol, Tarass Boulba, publié en 1843.

## Synopsis
Dans la première moitié du XVIIe siècle, le vieux cosaque zaporogue Taras Bulba et ses fils Andriy et Ostap entreprennent un voyage vers le Zaporijian Sich où ils rejoignent d’autres Cosaques et partent en guerre contre la Pologne...

## Fiche technique
- Titre original : Taras Bulba
- Pays d'origine : Allemagne  République de Weimar
- Année : 1924
- Réalisation : Vladimir Strijevsky
- Scénario : Vladimir Strijevsky, d'après le roman éponyme de Nicolas Gogol
- Photographie : Fritz Biller, Rudolf Schlesinger
- Directeurs artistiques : Kurt Dürnhöfer (en), Willy Reiber (en)
- Musique : Felix Bartsch (en)
- Société de production : Ermolieff-Film, Orbis-Film
- Société de distribution :
- Langue : allemand
- Format : Noir et blanc — 35 mm — 1,33:1 — Muet
- Genre : Drame historique
- Durée :
- Dates de sortie :
  - Allemagne  République de Weimar (Kurfürstendamm, Berlin) : 7 juin 1924
  -  États-Unis (New York) : 27 décembre 1927
  -  Empire du Japon : 15 juin 1928

## Distribution
- J.N. Douvan-Tarzow : Taras Bulba
- Clementine Plessner : la femme de Taras Bulba
- Helena Makowska : Panotschka
- N.N. Novitzky : Woiwode
- Oskar Marion : Andry, le fils de Taras Bulba
- Josef Rounitch : Ostap, le fils de Taras Bulba
- Alexander Polonsky : Jankel, l'aubergiste
- Lia Tschung Tsching : la servante
- August Junker
- Rudolf Raab

## Autour du film
Le tournage se déroula dans les studios « Emelka », à Munich, dans la république de Weimar.